# Chinchilas
Chinchilas foi um grupo pioneiro da do rock psicadélico em Portugal, formado em 1964 por Filipe Mendes e que se manteve em actividade até 1971. 
O nome do grupo reflecte, indirectamente, a influência da banda britânica The Animals. «Como gostávamos dos Animals, foi uma das influências, e como estavam na moda os casacos e as criações de chinchilas... e as miúdas achavam os bichinhos muito giros, ficámos Chinchilas», disse Filipe Mendes
Da formação inicial dos Chinchilas faziam parte, além de Mendes (ao tempo com 16 anos), os músicos Alfredo José (15 anos, viola baixo), José Machado (14 anos, teclista) e Vítor Mamede (13 anos, bateria).
Em 1965, os Chinchilas venceram o Festival de Música Moderna da Costa do Sol e em 1966 ficaram em 6º lugar no Concurso Yé-Yé, realizado no Teatro Monumental, em Lisboa, por iniciativa do Movimento Nacional Feminino. Na eliminatória do Concurso, disputada a 06 de Novembro de 1965, ganha pelos Boys, de Coimbra, futuros Conjunto Universitário Hi-Fi, os Chinchilas ficaram em 2º lugar.